# Satimkul Džumanazarov
Satimkul Džumanazarov (Kök-Tyub, Kirgistan, 17. rujna 1951. – Biškek, Kirgistan, 2. travnja 2007.), kirgistanski atletičar, maratonac.

## Karijera
Džumanazarov je rođen u mjestu Kök-Tyub koje je smješteno u talaskoj oblasti. U sovjetsku maratonsku reprezentaciju uvršten je 1977. godine kada je osvojio broncu na nacionalnom prvenstvu. Iste rezultat ostvario he i dvije godine kasnije dok je 1980. i 1981. bio sovjetski maratonski doprvak. Svoj najveći uspjeh karijere ostvaruje trećim mjestom na Olimpijadi u Moskvi 1980. Iste godine postigao je i osobni rekord od 2:11:16. Završetkom aktivne sportske karijere, Džumanazarov se posvetio trenerskom radu s djecom u svojem Kirgistanu.
Poginuo je 2. travnja 2007. pod nesretnim okolnostima kada je pao s balkona tijekom sinovljeve svadbe. Njemu u čast, u Kirgistanu se organizira međunarodna maratonska utrka pod nazivom "Utrka Puta svile".

## Vanjske poveznice
- Džumanazarovljev profil na Sports-reference.com  Arhivirana inačica izvorne stranice od 17. travnja 2020. (Wayback Machine)